# Indiana Jones
Dr. Henry Walton Jones, Jr., cunoscut ca Indiana Jones sau Indy, este un personaj fictiv de aventuri, profesor de istorie și arheologie, și personajul principal al francizei Indiana Jones. George Lucas a creat acest personaj ca un omagiu eroilor de acțiune din seriile de filme din anii 1930. Indiana Jones apare pentru prima dată pe marile ecrane în filmul Indiana Jones și căutătorii arcei pierdute din 1981. Filmul a fost urmat de Indiana Jones și templul morții în 1984, Indiana Jones și ultima cruciadă în 1989, Aventurile tânărului Indiana Jones (1992 - 1996), Indiana Jones și regatul craniului de cristal în 2008 și Indiana Jones și cadranul destinului în 2023. Pe lângă aparițiile din film și seriale de televiziune el mai apare și ca personaj de cărți, benzi desenate, jocuri video și alte produse media. De asemenea parcurile de distracții Disneyland și Tokyo DisneySea includ atracții cu tematică Indiana Jones.